# Vérhalom
Vérhalom ([ˈveːɾhɒlom]) est un quartier de Budapest situé dans le 2e arrondissement.